# Yuri Lodyguin
Yuri Lodygin (en ruso: Юрий Лодыгин, en griego: Γιούρι Λοντίγκιν; 26 de mayo de 1990) es un futbolista greco-ruso que juega como portero en el Levadiakos F. C. de la Superliga de Grecia.

## Carrera
Lodyguin nació en la localidad rusa de Vladímir, en aquel momento Unión Soviética, hijo de padre ruso y madre griega y crecido en Grecia. Lodyguin desarrolló toda su etapa juvenil en el Skoda Xanthi, que le llevó a firmar su primer contrato profesional con el primer equipo el 17 de junio de 2009.
El guardameta fue cedido al Eordaikos 2007 con el que disputó 25 partidos como titular en la temporada 2010-11 y dos partidos en la Copa de Grecia. Al final de la temporada regresó al Skoda Xanthi, equipo con el que disputó como titular la siguiente campaña.
En junio de 2013, Lodyguin regresó a Rusia tras firmar por el Zenit San Petersburgo.

## Selección nacional
El 12 de mayo de 2014, Fabio Capello, director técnico de la selección nacional de Rusia, incluyó a Lodyguin, uno de tres porteros, en la lista provisional de 30 jugadores que iniciarán la preparación con miras a la Copa Mundial de Fútbol de 2014. El 2 de junio fue ratificado por Capello en la nómina definitiva de 23 jugadores.

### Participaciones en Copas del Mundo
| Mundial                        | Sede   | Resultado    |
| ------------------------------ | ------ | ------------ |
| Copa Mundial de Fútbol de 2014 | Brasil | Primera fase |

## Clubes
| Club                      | País    | Año       |
| ------------------------- | ------- | --------- |
| Xanthi                    | Grecia  | 2009-2013 |
| Eordaikos (cesión)        | Grecia  | 2010-2011 |
| Zenit de San Petersburgo  | Rusia   | 2013-2019 |
| Olympiacos F. C. (cesión) | Grecia  | 2019      |
| Gazişehir Gaziantep F. K. | Turquía | 2019-2020 |
| P. F. C. Arsenal Tula     | Rusia   | 2020      |
| PAS Giannina              | Grecia  | 2021-2022 |
| Panathinaikos F. C.       | Grecia  | 2022-2025 |
| Levadiakos F. C.          | Grecia  | 2025-     |

## Palmarés

### Títulos nacionales
| Título                | Club                     | País   | Año  |
| --------------------- | ------------------------ | ------ | ---- |
| Liga Premier de Rusia | Zenit de San Petersburgo | Rusia  | 2015 |
| Supercopa de Rusia    | Zenit de San Petersburgo | Rusia  | 2015 |
| Copa de Rusia         | Zenit de San Petersburgo | Rusia  | 2016 |
| Supercopa de Rusia    | Zenit de San Petersburgo | Rusia  | 2016 |
| Copa de Grecia        | Panathinaikos F. C.      | Grecia | 2024 |